# Krzysztof Masłoń
Krzysztof Masłoń (ur. 29 czerwca 1953 w Warszawie) – polski dziennikarz, publicysta, krytyk literacki.

## Życiorys
Absolwent XXX Liceum Ogólnokształcącego im. Jana Śniadeckiego w Warszawie (1972) i Wydziału Polonistyki Uniwersytetu Warszawskiego (1977). Publikował w „Sztandarze Młodych” (do 1981), „Razem” (1979, 1984–1986), „Świecie Młodych” (1983), „Perspektywach” (1984–1985), „Życiu Warszawy” (1990).
Od 1990 związany z „Rzeczpospolitą”, od 1998 z Magazynem Literackim „Książki”. W latach 2011–2012 współpracował z tygodnikiem „Uważam Rze”, od stycznia 2013 z tygodnikiem „Do Rzeczy”. Komentator listy bestsellerów „Magazynu Literackiego Książki”, autor felietonów w Polskim Radiu 24.
Specjalizuje się w wywiadach z pisarzami, skoncentrowanych na związkach literatury z historią i polityką. Juror Nagrody Literackiej Europy Środkowej „Angelus” (2006–2016), Nagrody Literackiej m.st. Warszawy, Nagrody im. C.K. Norwida, Nagrody Literackiej im. Marka Nowakowskiego, Nagrody „Identitas”. Członek Stowarzyszenia Pisarzy Polskich.

## Nagrody i odznaczenia
- Nagroda Sezonu Wydawniczo-Księgarskiego IKAR (2000)[4]
- PIK-owy Laur (2005)[4]
- Nagroda Ministra Kultury i Dziedzictwa Narodowego (2006)[4]
- Srebrny Medal „Zasłużony Kulturze Gloria Artis” (2018)[9][10]
- Nagroda im. Witolda Hulewicza (2019)[11]
- Doroczna Nagroda Ministra Kultury i Dziedzictwa Narodowego (2021)[12][13]
- Nagroda Mediów Publicznych w kategorii Słowo (2023)[14]
- Nagroda SDP im. Macieja Łukasiewicza (2024)
- Krzyż Kawalerski Orderu Odrodzenia Polski (2025)[15]

## Książki
- 2003: Lekcja historii najnowszej
- 2005: Żydzi, Sowieci i my (nominacja do Nagrody Literackiej im. Józefa Mackiewicza 2006)
- 2006: Miłość nie jest nam dana
- 2006: Nie uciec nam od losu
- 2006: Bananowy song
- 2014: Henryk Sienkiewicz. Śladami polskości
- 2014: Puklerz Mohorta[16] (nominacja do Nagrody Literackiej im. Józefa Mackiewicza 2015)
- 2015: Od glorii do infamii. Sylwetki dwudziestowiecznych pisarzy, Wydawnictwo Zysk i s-ka
- 2017: W pisarskim czyśćcu. Sylwetki dwudziestowiecznych pisarzy polskich (nominacja w Konkursie „Książka Historyczna Roku 2017)
- 2023: Klątwa sprzeczności. Sylwetki dwudziestowiecznych pisarzy (Nagroda Literacka im. Józefa Mackiewicza - wyróżnienie 2024)

## Współautor książek
- 2012: Oburzeni
- 2015: Wygaszanie Polski
- 2016: Rewitalizacja Polski
- 2016: Jarosława Marka Rymkiewicza dialogi z tradycją
- 2018: Majstersztyki Marka Nowakowskiego, wstęp do: Marek Nowakowski Książę Nocy, Najlepsze Opowiadania